# Eptatretus fritzi
Eptatretus fritzi – gatunek bezżuchwowcca z rodziny śluzicowatych (Myxinidae).

## Zasięg występowania
Zachodni Pacyfik, okolice wyspy Guadelupe w Meksyku.

## Cechy morfologiczne
Osiąga maksymalnie 59,2 cm długości. 

## Biologia i ekologia
Występuje na głębokości 18–2743 m.